# Hyphydrus sjoestedti
Hyphydrus sjoestedti är en skalbaggsart som beskrevs av Olof Biström 1982. Hyphydrus sjoestedti ingår i släktet Hyphydrus och familjen dykare. Inga underarter finns listade i Catalogue of Life.